# Cdnjs
cdnjs es una red de entrega de contenido (CDN) Software libre y de código abierto (FOSS) alojada por Cloudflare.  En noviembre de 2023, ofrece 6056 bibliotecas de JavaScript y CSS, almacenados públicamente en GitHub.  Está incluido en millones de sitios web, o el 12,4% de los sitios web en Internet, lo que lo convierte en el segundo CDN más popular para JavaScript.   

## Historia
En enero de 2011, Ryan Kirkman y Thomas Davis crearon el servicio,  lanzándolo en GitHub el 25 de febrero de 2011.    Inicialmente ofrecía contenido a través de Amazon CloudFront.   El 15 de junio de 2011,  cdnjs se asoció con Cloudflare, quien proporcionó la CDN y el subdominio cdnjs.cloudflare.com para el proyecto.    
El 1 de noviembre de 2019, los fundadores cedieron el control de cdnjs a Cloudflare, citando "razones técnicas y comerciales".  Según los mantenedores de la comunidad, el proyecto fue difícil de administrar debido al acceso limitado al repositorio de GitHub, fundadores inactivos y un presupuesto pequeño.    Se estima que el presupuesto anual en ese momento era de aproximadamente 50 dólares al año.  

## Operación
El servicio es mantenido por la comunidad y Cloudflare.  En noviembre de 2023, ha habido 1 440 contribuyentes al repositorio principal de GitHub y 88 contribuyentes al repositorio de GitHub de configuración de paquetes más nuevo.  
También está patrocinado por DigitalOcean, Algolia, Atlassian, Sentry y Lean20.   
Existe una API JSON pública para que los desarrolladores consulten los metadatos de la biblioteca cdnjs.  
Los recursos en cdnjs se pueden cargar utilizando varios protocolos de conexión:HTTP/3, HTTP/2, HTTP, HTTPS o SPDY.   
El dominio cdnjs.cloudflare.com es parte de la lista de precarga de HSTS. 
Existen sitios web que alojan clones de bibliotecas cdnjs en sus propios servidores:
- Wikimedia Tools Labs
- cdnjs.net